# Famille von der Schulenburg
Pour les articles homonymes, voir Schulenburg (homonymie).
 (novembre 2024).
La famille von der Schulenburg est une famille de la noblesse brandebourgeoise, puis prussienne. Elle descend d'un chevalier Wernerus de Sculenburch en 1237, originaire de la Vieille Marche du Brandebourg et possède au XIIIe siècle le château fort de Schulenburg à quelques kilomètres au sud-est de Salzwedel. De nombreux membres de cette famille s'illustrent dans la carrière militaire. Ils sont Feldmarschall, généraux, et officiers supérieurs de l'armée prussienne. D'autres Schulenburg sont évêques ou hauts fonctionnaires. Deux Schulenburg s'opposèrent à Hitler, le comte Fritz-Dietlof von der Schulenburg (1902-1944) fut impliqué dans l'attentat contre Hitler et fut pendu le 10 août 1944, ainsi que le comte Friedrich-Werner von der Schulenburg (1875-1944), pendu le 10 novembre 1944 à la prison de Plötzensee de Berlin.

## Châteaux

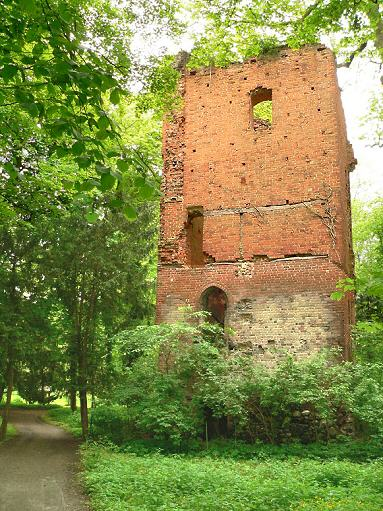
Ruines du donjon de Beetzendorf

Outre Schulenburg, cette famille possède le château fort de Beetzendorf dans le Brandebourg, inutilisé depuis la guerre de Trente Ans et devenu une ruine au XVIIIe siècle, puis celui d'Apenburg, jusqu'au XIXe siècle.
Les Schulenburg se divisent en blancs et noirs, selon leurs armes. Les seconds descendent de Dietrich II (1304-1340), les premiers de Bernhard Ier. C'est de cette branche que descend au XVIIIe siècle Adolf Friedrich von der Schulenburg (1685-1741) qui possède le château de Wolfsburg (de), berceau de cette branche. Les Schulenburg de cette branche sont présents depuis vingt-deux générations dans les environs. Il y avait quarante Schulenburg mâles en 1499, soixante-dix en 1610, de même qu'en 1800, et une centaine en 1900. Ils sont quatre-vingt-onze en 1983.
La branche noire possédait encore en 1945 le domaine de Barchnau en Prusse-Occidentale, le domaine d'Apenburg, le domaine de Radach dans le district de Weststernberg (aujourd'hui en Pologne de l'autre côté de l'Oder). La branche blanche possédait, quant à elle, le château d'Altenhausen et ses terres, les domaines de Bodendorf, d'Angern et d'Emden (Saxe-Anhalt) dans l'arrondissement de Börde, le manoir de Farsleben, les terres de Beetzendorf, d'Osterwohle, le château de Falkenberg, le château de Burgscheidungen (de) avec le manoir de Kirchscheidungen, le domaine de Filhene avec son manoir (en Posnanie), le domaine d'Hehlen en Basse-Saxe, les terres d'Hovedissen à Leopoldshöhe en Westphalie orientale, celles de Lodersleben et de Vitzenburg (de), près de Querfurt, de Mildenau, près de Sorau, de Schönbrunn, près de Denkendorf en Haute-Bavière, de Trampe et Altendorf, près d'Oberbarnim, de Tressow, près de Bobitz dans le Mecklembourg, et le manoir de Nordsteimke (de) en Basse-Saxe.

## Personnalités

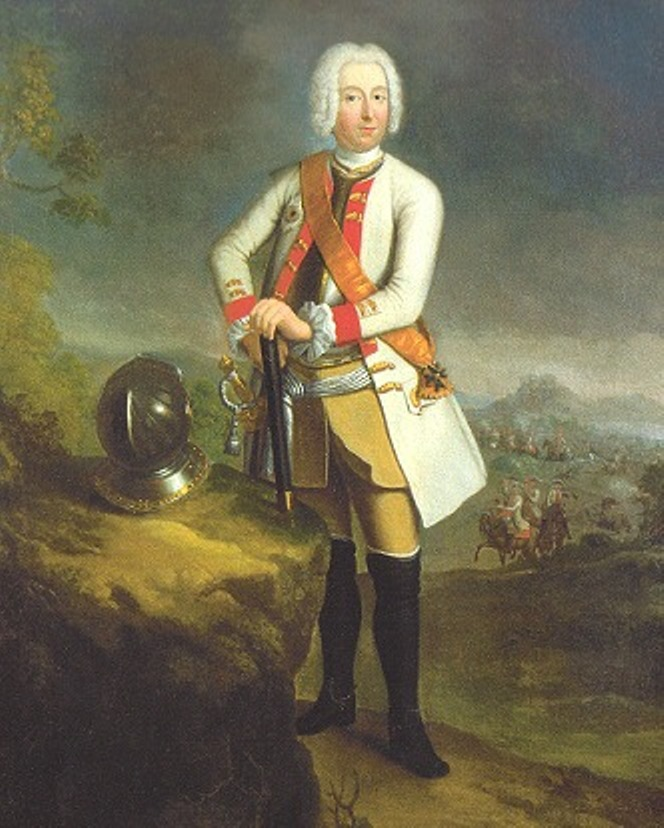
Portrait du comte Adolph Friedrich von der Schulenburg (1685-1741)

Parmi les membres de cette famille, on peut distinguer :
- Werner von der Schulenburg (de) (1460-1515): homme d'État brandebourgeois et poméranien.
- Christoph von der Schulenburg (de) (1513-1580) : dernier évêque catholique de Ratzeburg
- Comte Johann Matthias von der Schulenburg (1661-1747) : Grand capitaine et amateur d'art, chef des armées et diplomate officieux de la république de Venise à partir de 1715.
- Daniel Bodo von der Schulenburg (de) (1662-1732) : général polonais et saxon.
- Baron Alexander von der Schulenburg (de) (1662-1733): lieutenant-général et gouverneur de Celle
- Mélusine von der Schulenburg (1667-1743): sœur de Johann-Matthias, duchesse de Kendal, maîtresse de Georges de Hanovre
- Comte Adolph Friedrich von der Schulenburg (de) (1685-1741) : lieutenant-général prussien, fondateur du régiment Schulenbourg sous Frédéric le Grand
- Heinrich Hartwig von der Schulenburg (de) (1705-1754), général sarde
- Alexander Jakob von der Schulenburg (de) (1710-1775), général brunswickois
- Alexander Friedrich Christoph von der Schulenburg (de) (1720-1801), militaire prussien
- Comte Gebhard Werner von der Schulenburg (de) (1722-1788): maréchal de la cour de Prusse, fondateur de la branche de Wolfsburg. Il possédait un palais sur le Grand Canal à Venise dans lequel il a constitué une collection d'art exceptionnelle. En 1736, il commande des tableaux de mendiants au peintre Giacomo Ceruti[1].
- Levin Rudolph von der Schulenburg (de) (1727-1788), ministre prussien de la Guerre
- August Ferdinand von der Schulenburg (de) (1729-1787), général prussien
- Wulf Dietrich von der Schulenburg (de) (1731-1803), général danois
- Comte Friedrich Wilhelm von der Schulenburg-Kehnert (1742-1815) : premier ministre du collège ministériel du royaume de Prusse
- Alexander Friedrich Georg von der Schulenburg (de) (1745-1790), ministre prussien
- Comte Gebhard von der Schulenburg-Wolfsburg (de) (1763-1818) : homme politique du Brunswick
- Friedrich von der Schulenburg (1769-1831), président du district de Magdebourg
- Friedrich Albrecht von der Schulenburg (de) (1772-1853), ministre saxon
- Joseph Ferdinand Adolf Achaz von der Schulenburg (de) (1776-1831), général prussien
- Gustav von der Schulenburg (de) (1793-1855) : membre de la chambre des seigneurs de Prusse
- Hermann von der Schulenburg (de) (1794-1860), général prussien
- Albrecht von der Schulenburg (de) (1801-1869) : membre de la chambre des seigneurs de Prusse
- Wilhelm von der Schulenburg (1806-1883) : propriétaire terrien prussien, administrateur de l'arrondissement de Salzwedel
- Julius von der Schulenburg (de) (1809-1893), général prussien
- Edo Friedrich von der Schulenburg (1816-1904), administrateur de l'arrondissement de Wolmirstedt
- Adelbert von der Schulenburg-Filehne (de) (1817-1874) : député du Reichstag
- Günther von der Schulenburg (de) (1819-1895) : membre de la chambre des seigneurs de Prusse
- Werner von der Schulenburg (de) (1829-1911) : député du Reichstag
- Otto von der Schulenburg (de) (1834-1923), général prussien
- Werner von der Schulenburg-Burgscheidungen (de) (1836-1893) : membre de la chambre des seigneurs de Prusse
- Werner von der Schulenburg (de) (1836-1903), général prussien
- Werner von der Schulenburg (1841-1913) : député du Reichstag et membre de la chambre des seigneurs de Prusse
- Fritz von der Schulenburg (1843-1921) : membre de la chambre des seigneurs de Prusse, administrateur de l'arrondissement de Wolmirstedt
- Bernhard von der Schulenburg (1844-1929), général prussien
- Werner von der Schulenburg-Hehlen (de) (1847-1931) : député du Reichstag
- Dietrich von der Schulenburg (de) (1849-1911) : membre de la chambre des seigneurs de Prusse
- Bernhard von der Schulenburg (1852-1936), membre de la chambre des seigneurs de Prusse
- Werner von der Schulenburg-Heßler (de) (1852-1930) : membre de la chambre des seigneurs de Prusse
- Rudolf von der Schulenburg (1860-1930) : juriste, homme politique et haut président de la province de Brandebourg et de Saxe
- Anton von der Schulenburg (1862–1940), generalleutnant pendant la Première Guerre mondiale
- Friedrich von der Schulenburg (1865-1939), général
- Friedrich-Werner von der Schulenburg (1875-1944) : diplomate, opposant à Hitler
- Winfried von der Schulenburg (de) (1865-1939), général
- Comte Fritz-Dietlof von der Schulenburg (1902-1944) : opposant à Hitler
- Tisa von der Schulenburg (de) (1903-2001), peintre, puis ursuline, en religion sœur Paula, sœur de Fritz-Dietlof, opposante à Hitler